# Madingo-Kayes

Mandingo-Kayes é uma cidade da região de Kouilou, República do Congo, localizada na foz do rio Kouilou, no Oceano Atlantico.